# 林氏义庄
24°29′41″N 117°50′55″E / 24.49472°N 117.84861°E
林氏义庄位于中国福建省龙海市角美镇杨厝村过井，是清代林平侯所建的慈善机构，2006年被列为第六批全国重点文物保护单位。
义庄建于嘉庆二十四年（1819年）至道光元年（1821年），坐西北朝东南，四合院布局，共有房屋九十九间，建筑面积2500平方米，砖木结构，悬山顶，四合院构造。内有林氏义庄碑记，为书法家吕世余所书。碑由12块精磨的黛黑石组成，宽3米，高1米，义庄建成时镶于壁上。碑文记载，林平侯开发台湾致富后，为赈助家乡族人，筹建义庄的主要经过和办理赡赈的经济来源、经理人员配备、义庄管理规则等。